# 太空堡垒：暗影编年
《太空堡垒：暗影编年》 （英语：Robotech: The Shadow Chronicles）是一部科幻动画电影。电影是85集电视动画《太空堡垒》（1985年制作）的续集。

## 背景
在2002年的Anime Expo上，金和声影視公司宣告即将推出全新的Robotech系列。2004年，金和声宣布新续集暂定名为Robotech：Shadow Force（太空堡垒：暗影军团），后正式定为《太空堡垒：暗影编年》（Robotech:The Shadow Chronicles）。这部电影也曾被认为是2005年Robotech 20周年的纪念之作。
2005年10月—2006年1月，由DC Comics旗下的 Wildstorm出版了承接TV版《太空堡垒》与漫画版《太空堡垒II：哨兵》剧情的5册漫画《太空堡垒：暗影编年前传》。
2006年初，电影制作完成。8月2日，金和声公司与动画发行商Funimation公司签约。10月，《太空堡垒：暗影编年》在美国国际科幻与惊悚电影节上获得最佳科幻动画奖。2007年1月5日，在美国多个城市公映。

## 发行情况

### 北美
2007年2月6日，发行1区DVD单碟版。包括有关制作背景的花絮短片“Robotech: Birth of a Sequel”。
2007年11月20日，发行1区DVD双碟收藏版。包括大量花絮，删减画面，以及从未发行的《太空堡垒3000》（Robotech 3000）片断。
2008年9月2日，发行Blu-Ray高清版。华纳兄弟公司参与制作与发行。

### 澳大利亚
2007年3月14日，澳大利亚Madman Entertainment发行了4区DVD。

### 欧洲
2007年7月23日，英国Revelation Films发行了《太空堡垒：暗影编年》的DVD。 

### 亚洲
2007年9月20日，中国广东千鹤影视传播有限公司发行了6区DVD单碟版。2008年5月1日，又发行了6区DVD双碟版。
2008年2月，STAR Movies首次在亚洲地区播放了《太空堡垒：暗影编年》。

## 故事简介
2022年，代号为“先锋”的远征行动开始。太空堡垒远征军（Robotech Expeditionary Force）的使命是与泰洛星（Tirol）的机器人统治者（Robotech Masters）进行和平谈判，消除第一次宇宙大战（The First Robotech War）所遗留下来的战争威胁。然而，就在他们抵达泰洛之前，因维人（Invid）已经占领了这颗被机器人统治者所抛弃的星球。远征军与因维人军队的一部遭遇并陷入鏖战，最终联合反抗因维人的外星军事组织——哨兵（The Sentinels），取得了艰难的胜利，同时也平息了远征军内部所掀起的纷争。此时地球却被由女王瑞吉斯所率领的另一部分因维人占领，他们在地球上找回了失去已久的生命之花（Flower of Life）。在接连两次“收复地球行动”失败以后，远征军筹划以主力部队回师作战。此时，意想不到的威胁已经在暗影中窥伺着机会......
在平息远征军内乱的过程中，人类军队得到了一种来自海顿（Haydon）星球的特殊隐形技术——暗影技术（Shadow Technology）。加入哨兵同盟的海顿人（The Haydonites）协助远征军用暗影技术改造了大部分舰船、武器。海顿人还通过先进的技术为远征军将中子弹头改造成为中子S导弹（Neutron-S Missiles）。2044年，太空堡垒远征军主力部队回航抵达地球附近，但是旗舰暗影堡垒III号（SDF-3）却在中子S导弹的一次试验中与舰队失去了联系。
太空中的决战与地球上人类抵抗组织对因维人据点的总攻击同时开始。远征军主力是出生在太空的年轻一代，也有一些经历过前几次战争的老兵。他们中的很多人都在漫长的战争中失去过自己的亲人，对敌人充满仇恨。在另一边，因维人为了维护他们赖以生存的史前能量（Protoculture）而全力作战。其中少数因维人曾因意外与人类走到一起，现在则试图阻止悲剧的继续。激战中，远征军遭受重创，因维人占据了绝对优势。远征军指挥部下令使用中子S导弹，准备以毁灭半个地球的代价终结因维人的统治。因维女王瑞吉斯辨认出了所谓“中子S导弹”其实是暗影之子（Children of the Shadow）的武器。她发现中子S导弹与远古时摧毁因维人母星的兵器大有关联，认为“暗影”将怂恿人类重演因维人母星的悲剧，从而下决心离开地球寻找新的家园。瑞吉斯率领几乎全部因维人化身为光能量态的“精神凤凰”，在撤离地球的同时摧毁了所有中子S导弹，从而拯救了地球。
因维公主爱丽尔曾在失忆后被一支人类抵抗小队所搭救。她一度被误认为人类，并爱上了小分队的军官斯科特。在因维人撤离地球时，她自愿留了下来。爱丽尔从母亲的警告中察觉到了潜在的威胁。利用因维人能够在一定距离内转化为光能量态移动的特殊能力，她冒着危险前去警告斯科特与整个地球舰队。就在此时，暗影中的威胁已经降临了。
因维人的成功撤离，使得在暗中操纵一切的暗影之子——海顿人，在人类面前露出了他们的真实面目：因为惧怕生命之花所孕育出的史前能量的巨大威力，他们要扼杀一切使用史前能量的“沉迷者”。海顿人对人类舰队的攻击在自由号太空站（Space Station Liberty）周围开始了，海顿人的技术木马令人类再遭重创。尽管人类勉强挫败了海顿舰队第一次袭击的阴谋，但是装载着史前能量母体的SDF-3依旧处于失踪状态，远征军失去了能源补给的生命线。在可能倒退至石油与核能时代的窘境之下，人类的命运又一次陷入了险恶的谜局之中......

## 专有名词
- 生命之花（Flower of Life）

生命之花是一种植物，原产于因维人的故乡，与因维人存在共生关系。生命之花的种子可以用来产生史前能量（Protoculture）。
- 史前能量（Protoculture）

从生命之花中提取的优质生物能源。在史前能量存储罐中，能量密度超过了常规核能。史前能量的提取设备称为“史前能量母体”（Protoculture Matrix）。
- 机器人技术（Robotechnology）

最早由泰洛（Tirol）科学家佐尔研发的先进技术，结合了铰接机甲、超能量武器及以史前能量为基础的系统。泰洛人还将机器人技术和史前能量应用于克隆、生命延续、思维控制和其他生化工程，因而自称为“机器人统治者”（Robotech Masters）。太空堡垒I号坠落地球后人类对其进行逆向工程和改造，用于其他创新发明，例如可变形机甲（Veritech）。
- 反射点（Reflex Point）

2014年新麦克罗斯市战役之后，太空堡垒I号的残余部分成为废墟，反射点就是整个遗址的代称。
- 因维人（Invid）

一种以生命之花为生的原生质外星种族。因维人为了控制生命之花和选择适合它开花的世界而在宇宙间迁徙，并因此而与机器人统治者和人类交战。通过因维女王瑞吉斯的力量，它们能够进化为更复杂的生命形式，例如向人类形态过渡的人形模拟人。
- 哨兵（The Sentinels）

哨兵是由原先处于泰洛帝国统治下的各星球所组成的联盟。随着帝国崩溃，机器人统治者放弃了故乡泰洛，因维摄政王瑞金特的军队侵占了这些星球。哨兵各种族联合起来进行抵抗。太空堡垒III号到达泰洛以后，哨兵得到人类的援助，与太空堡垒远征军结盟。在这些种族里，深居简出的海顿人（The Haydonites）以科学技术而闻名，而卡巴拉（Karbarra）人则拥有先进的造船技艺，他们协助远征军对舰船武器进行升级改造。海顿人还提供了暗影技术（Shadow Technology），一种能屏蔽除目视以外的大部分其他探测形式的隐形技术。
- 暗影之子（Children of the Shadow）

因维人对海顿人的称呼。

### 舰船
- 地球（太空堡垒远征军）：
- 暗影堡垒III号 Shadow Dimensional Fortress III,SDF-3
- 暗影堡垒IV号 Shadow Dimensional Fortress IV,SDF-4
- 雷级航空母舰 Ikazuchi-class Carrier
- 岛风级战列巡洋舰 Shimakaze-class Battlecruiser
- 长嘴鱼级巡洋舰 Garfish-class Cruiser
- 地平线-V运兵舰 Horizon-V DropShip
- 大天使级殖民堡垒 Ark Angel-class Colony Fortress
- 德川级战列舰 Tokugawa-class Battleship

- 因维人：
- 因维贝甲航母 Invid Mollusk Carrier

- 海顿人：
- 海顿巡洋舰 Haydonite Cruiser
- 海顿无畏级战舰 Haydonite Dreadnought

### 机体
- 地球（太空堡垒远征军）：
- VFA-6H阿尔法变形战斗机 Veritech Alpha VFA-6H
- VFB-9贝塔变形战斗机 Veritech Beta VFB-9
- 暗影变形战斗机 Veritech Shadow Fighter
- 超级暗影战斗机 The Super Shadow Fighter
- VR-052变形旋风车 Veritech Cyclone VR-052
- VR-057超级变形旋风车 The VR-057 Veritech Super Cyclone
- 生化人截击机 The Bioroid Interceptor
- CVR-3个人战斗装甲 CVR-3 Personal Combat Armor
- CBR-5 战术护甲 CBR-5 Tactical Body Armor
- 中子S导弹 Neutron-S Missiles

- 因维人：
- 因维战斗侦察机 Invid Fighter Scout
- 因维突击骑兵机 Invid Shocktrooper
- 因维强击机 Invid Enforcer
- 因维指挥机 Invid Commander
- 因维君王机 Invid Overlord

- 海顿人：
- 海顿渗入者 Haydonite Infiltrator
- 海顿鬼魂轰炸机 Haydonite Wraith

## 周边
2005—2006年，DC Comics出版了漫画《太空堡垒：暗影编年前传》，共5册。
2007年，《太空堡垒：暗影编年》OST原声唱片、动画设定资料集“The Art of Robotech: The Shadow Chronicles”先后发行。
2008年3月，Palladium Books出版了《暗影编年》桌上角色扮演游戏规则书。

## 续集
2007年7月27日，导演Tommy Yune等人在加州圣迭戈市举行的Comic Con 2007展会上宣布，《太空堡垒：暗影编年》的续集正在制作中，暂定名为“Robotech: Shadow Rising”。

## 制作人员
- 导演: Dong-Wook Lee；Tommy Yune
- 编剧: Ford Riley；Frank Agrama
- 脚本: Steve Yun；Tom Bateman；Tommy Yune
- 编曲: Scott Glasgow；Ulpio Minucci (Robotech 主题曲作者)
- 原作人设: 天野喜孝
- 原作机设: 荒木伸志；柿沼秀树
- 创意顾问: 九里一平；Carl Macek；寺田宪史
- 概念设定 :Scott Benefiel；Ki-Du Kim；Dong-Wook Lee；Long Vo；Tommy Yune
- 执行制片: Alan Letz；Frank Agrama
- 制片: Jason Netter
- 制片管理: Susan Norkin
- 编辑：David W.Foster
- 故事编辑：Noelle Wright
- 剧本编辑：Tom Bateman
- 音乐编辑：Matt Friedman
- 主题曲演唱: Chase Masterson
- 作曲: Ulpio Minucci；Arlon Ober
- 配音导演: Richard Epcar；Susan Blu
- 动画制作: 韩国Dr. Movie
- 配乐演奏: Czech Philharmonic Orchestra
- 制作: Kickstart娱乐公司；日本龙之子
- 唱片发行: Varese Sarabande Records

### 配音演员
- Gregory Snegoff - Scott Bernard/The Haydonite
- Kari Wahlgren - Ariel
- Richard Epcar - Vince Grant/The Haydonite
- Yuri Lowenthal - Marcus Rush
- Arthur Santiago - Alex Romero
- Chase Masterson - Janice
- Dan Woren - Gen. Reinhardt/The Haydonite
- Edie Mirman - Maia Sterling
- Eddie Frierson - Louis Nichols/The Haydonite
- Iona Morris - Jean Grant
- Alexandra Kenworthy - The Regess
- Mark Hamill - Cmdr.Taylor/The Haydonite
- Melanie MacQueen - Marlene Rush
- Michael Sorich - Sparks
- Tony Oliver - Rick Hunter

## 外部連結
- Robotech.com（页面存档备份，存于） 太空堡垒 官方网站
- TheShadowChronicles.com 太空堡垒：暗影编年 官方网站
- PreludeTo.TheShadowChronicles.com 太空堡垒：暗影编年前传 官方网站